# Cousances-lès-Triconville
Cousances-lès-Triconville és un municipi francès situat al departament del Mosa i a la regió del Gran Est. L'any 2007 tenia 150 habitants.

## Demografia

### Població
El 2007 la població de fet de Cousances-lès-Triconville era de 150 persones. Hi havia 50 famílies, de les quals 12 eren unipersonals (4 homes vivint sols i 8 dones vivint soles), 13 parelles sense fills, 21 parelles amb fills i 4 famílies monoparentals amb fills.
La població ha evolucionat segons el següent gràfic:
Habitants censats

### Habitatges
El 2007 hi havia 74 habitatges, 56 eren l'habitatge principal de la família, 9 eren segones residències i 8 estaven desocupats. 69 eren cases i 5 eren apartaments. Dels 56 habitatges principals, 42 estaven ocupats pels seus propietaris i 15 estaven llogats i ocupats pels llogaters; 6 tenien tres cambres, 16 en tenien quatre i 34 en tenien cinc o més. 45 habitatges disposaven pel capbaix d'una plaça de pàrquing. A 22 habitatges hi havia un automòbil i a 27 n'hi havia dos o més.

### Piràmide de població
La piràmide de població per edats i sexe el 2009 era:
| Homes | Edats   | Dones |
| ----- | ------- | ----- |
| 0     | 95 o +  | 0     |
| 0     | 90 a 94 | 0     |
| 4     | 85 a 89 | 8     |
| 0     | 80 a 84 | 4     |
| 4     | 75 a 79 | 0     |
| 0     | 70 a 74 | 0     |
| 8     | 65 a 69 | 4     |
| 8     | 60 a 64 | 4     |
| 0     | 55 a 59 | 4     |
| 4     | 50 a 54 | 8     |
| 4     | 45 a 49 | 0     |
| 0     | 40 a 44 | 4     |
| 4     | 35 a 39 | 0     |
| 4     | 30 a 34 | 4     |
| 8     | 25 a 29 | 8     |
| 4     | 20 a 24 | 4     |
| 4     | 15 a 19 | 0     |
| 4     | 10 a 14 | 0     |
| 0     | 5 a 9   | 4     |
| 4     | 0 a 4   | 0     |

## Economia
El 2007 la població en edat de treballar era de 95 persones, 76 eren actives i 19 eren inactives. De les 76 persones actives 67 estaven ocupades (34 homes i 33 dones) i 7 estaven aturades (4 homes i 3 dones). De les 19 persones inactives 5 estaven jubilades, 5 estaven estudiant i 9 estaven classificades com a «altres inactius».

### Ingressos
El 2009 a Cousances-lès-Triconville hi havia 56 unitats fiscals que integraven 136 persones, la mediana anual d'ingressos fiscals per persona era de 17.997,5 €.

### Activitats econòmiques
Dels 7 establiments que hi havia el 2007, 1 era d'una empresa extractiva, 1 d'una empresa alimentària, 3 d'empreses de construcció, 1 d'una empresa d'hostatgeria i restauració i 1 d'una empresa immobiliària.
Dels 3 establiments de servei als particulars que hi havia el 2009, 1 era un paleta, 1 fusteria i 1 lampisteria.
L'any 2000 a Cousances-lès-Triconville hi havia 7 explotacions agrícoles.

## Poblacions més properes
El següent diagrama mostra les poblacions més properes.